# No! Virtual
「No! Virtual」（ノー・バーチャル）は、2001年2月28日にリリースされたコタニキンヤの5枚目のシングル（BAD LUCK名義でリリースされた作品を含めると通算6枚目）。発売元はアンティノスレコード。

## 概要
タイトル曲「No! Virtual」は日本テレビ系『e-girl』エンディングテーマに起用された。累計売上は1.2万枚を記録。カップリング曲として2000年7月23日に行われた「灼熱☆高熱♥情熱ギグ キンヤ納涼天国 IN 日比谷野外音楽堂」で演奏された「高熱BLOOD」のライブバージョンが収録されており、当時のサポートメンバー（G：清水武仁・平井武士、B：大西隆浩、Dr：柴田尚、Key：籠島裕昌）が演奏に参加している。

## 収録曲
1. No! Virtual
  - 作詞：Mad Soldiers・Solea　作曲/編曲：Mad Soldiers
2. No! Virtual (一緒に唄おう"ラジ語りMIX")
3. 高熱BLOOD（2000.7.23 日比谷野外音楽堂 LIVE EDIT）
  - 作詞/作曲/編曲：Mad Soldiers